# Autoba leucograpta
Autoba leucograpta är en fjärilsart som beskrevs av George Francis Hampson 1910. Autoba leucograpta ingår i släktet Autoba och familjen nattflyn. Inga underarter finns listade i Catalogue of Life.